# Garait
Garait (nom occità; en francès Guéret) és un municipi francès situat al departament de la Cruesa i a la regió de la Nova Aquitània. L'any 1999 tenia 14.123 habitants.

## Administració
Alcaldes de Garait:
- 1944-1953: Hubert Gaudriot
- 1953-1957: Jules Lagrange
- 1957-1965: Marcel Brunet
- 1965-1970: Raymond Gadet
- 1971-1973: Olivier de Pierrebourg
- 1973-1977: Maurice Chantrelle
- 1977-1978: Guy Beck
- 1978-1998: André Lejeune (PS)
- 1998- : Michel Vergnier (PS)

## Demografia
| 1962                         | 1968   | 1975   | 1982   | 1990   | 1999   | 2007   |
| ---------------------------- | ------ | ------ | ------ | ------ | ------ | ------ |
| 11.384                       | 12.849 | 14.855 | 15.720 | 14.706 | 14.123 | 14.792 |
| Nombre obtingut des del 1962 |        |        |        |        |        |        |

## Agermanaments
- Stein